# Kelly Lin
 (août 2024).
Si vous disposez d'ouvrages ou d'articles de référence ou si vous connaissez des sites web de qualité traitant du thème abordé ici, merci de compléter l'article en donnant les références utiles à sa vérifiabilité et en les liant à la section « Notes et références ».
Kelly Lin (chinois : 林熙蕾 ; pinyin : Lín Xīlěi; Hsi Lei Lin) est une actrice et mannequin taïwanaise, née le 29 octobre 1975. Elle est parfois nommée Kelly Lin Hei Lui, Lin Hsi Lei, Lam Hei Lui, Kelly Lam ou Lin Xi Lei.
Elle est notamment connue pour ses rôles dans de nombreux films hongkongais, par exemple sous la direction de Johnnie To ou Tsui Hark.

## Biographie
Kelly Lin est née à Taïwan en 1975. Sa famille partit à Los Angeles quand elle avait neuf ans. Elle obtint des diplômes en économie et en littérature comparée à l'université de Californie à Irvine avant d'essayer de se lancer dans le show business à Taïwan. Elle voulait devenir chanteuse et avait déjà enregistré des démos, mais sa beauté lui valut très vite des offres pour des publicités. Elle fut nommée par le magazine FHM la Femme la plus sexy d'Asie en 2002. Elle a fait des dizaines de couvertures non seulement à Hong Kong, à Taïwan et en Chine, mais aussi pour l'édition française de Marie Claire en 2005 et l'édition italienne de Vogue en 2007.
Également très demandée au cinéma, elle a joué dans de nombreux films de Hong Kong, notamment pour Tsui Hark, Patrick Tam et surtout Johnnie To. Elle a donné la réplique à des superstars asiatiques comme Andy Lau, Stephen Chow et Ekin Cheng, par exemple. Elle finit par renoncer à devenir chanteuse.
Lassée de jouer seulement la petite amie du héros, elle interrompit sa carrière en 2003, pour ne la reprendre qu'en 2005, avec des rôles plus exigeants dans des films plus ambitieux. De la timide journaliste japonaise de The Tokyo Trial à la prostituée ambitieuse d‘After This Our Exile, elle réussit à prouver qu'elle est plus qu'un joli visage. En 2006, elle fut sélectionnée pour le Meilleur Second rôle féminin aux Hong Kong Film Awards pour After This Our Exile. Elle joua également dans des films internationaux, comme en 2006 avec Asia Argento dans le film d'Olivier Assayas Boarding Gate. Ce film apparut au Festival de Cannes 2007 en même temps qu'un autre où elle jouait, Triangle. Mad Detective fut le film surprise de la Mostra de Venise.
Un de ses derniers films, Sparrow de Johnnie To, après quatre ans de production, fut sélectionné pour l'Ours d'or du Meilleur film du Festival de Berlin 2008.

## Filmographie
Sauf indication contraire, les informations mentionnées dans cette section peuvent être confirmées par la base de données cinématographiques IMDb,  présente dans la section « Liens externes ».
- 1999 : The Conmen in Vegas
- 1999 : The Tricky Master
- 1999 : The Legend of Speed
- 2000] : Raped by an Angel 5
- 2000] : For Bad Boys Only
- 2001] : Martial Angels
- 2001] : Fulltime Killer
- 2001] : La Légende de Zu
- 2001] : Running Out of Time 2
- 2002] : Devil Face Angel Heart
- 2002] : The Irresistible Piggies
- 2002] : Sleeping with the Dead
- 2002] : My Left Eye Sees Ghosts
- 2006] : The Tokyo Trial
- 2006] : After This Our Exile
- 2007] : Triangle
- 2007] : Boarding Gate
- 2007] : Mad Detective
- 2008] : Sparrow
- 2008] : Yearning
- 2009] : Written By
- 2010 : Le Règne des assassins
- 2011 : The Devil Inside Me

## Publication
- Offbeat  (1999)

## Distinctions
Sauf indication contraire, les informations mentionnées dans cette section peuvent être confirmées par la base de données cinématographiques IMDb,  présente dans la section « Liens externes ».

### Récompenses
- FHM 2002 : femme la plus sexy d'Asie[réf. nécessaire]
- Hong Kong Society of Cinematographers (HKSC) Awards 2010 : actrice la plus charismatique

### Nominations
- Hong Kong Film Awards 2007 : meilleur second rôle féminin pour After This Our Exile
- Golden Bauhinia Awards 2007  : meilleur second rôle féminin pour After This Our Exile
- Macau International Movie Festival 2011 : Lotus d'or de la meilleure actrice pour The Devil Inside Me